# Joseph Franz von Kesselstatt

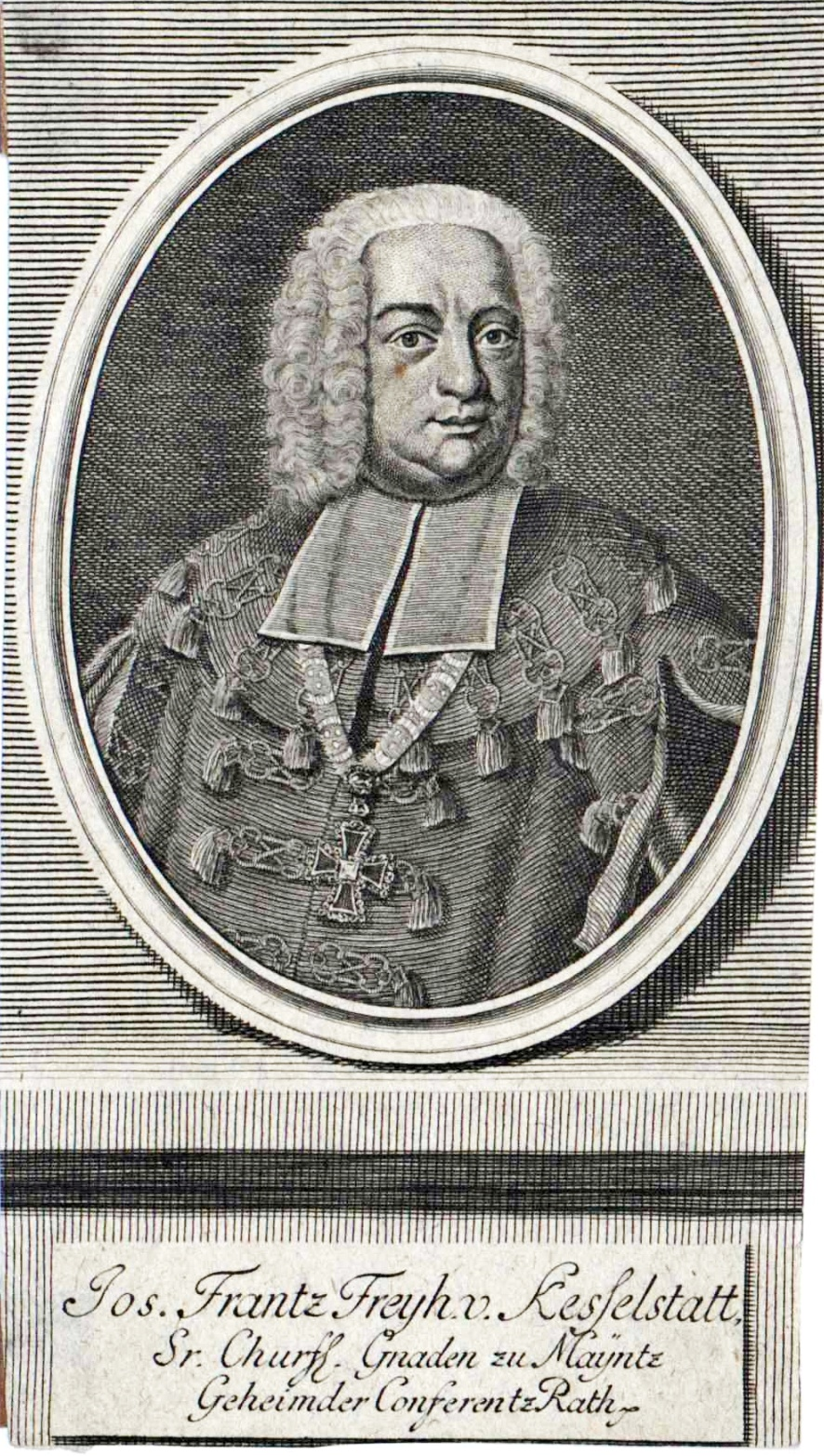
Joseph Franz von Kesselstatt

Johann Joseph Franz von Kesselstatt (* 22. Dezember 1695; † 25. September 1750 in Mainz) war ein Freiherr, Diplomat und Domherr in den Kurfürstentümern Mainz und Trier. 

## Herkunft und Familie
Die Adelsfamilie von von Kesselstatt stammte ursprünglich aus dem hessischen Raum, deren gleichnamiges Stammhaus bei Kesselstadt lag und im 14. Jahrhundert in den Trierer Raum gelangte. Der Familienstamm brachte zahlreiche Persönlichkeiten hervor, die in Kirche und Staat wichtige Positionen innehatten. Joseph Franz  wurde geboren als Sohn des Obrist-Stallmeisters Casimir Friedrich von Kesselstadt (1664–1729) sowie dessen Gattin Anna Maria Klara von Metternich, Tochter des Wolfgang Heinrich Freiherr von Metternich-Burscheid. Nach dessen Tod im Jahre 1700 erbte Kasimir ein beträchtliches Vermögen, u. a. die Herrschaften Lösnich, Bruch und Bitburg. Sein gesamtes Vermögen wurde auf über 100.000 Reichstaler beziffert. Das entsprach etwa der Hälfte der Ausgaben des kurtrierischen Staatshaushalts von 1714. Joseph Franz hatte zwei Brüder, Carl Friedrich Melchior (1692–1751, ⚭ 1718 Maria Isabella Raitz von Frentz) und Johann Hugo Wolfgang (1691–1730, Dompropst zu Trier), sowie die Schwestern Maria Charlotte (1693–1757, ⚭ Franz Philipp Wambolt von Umstadt) und Maria Clara (⚭ 1718 Johann Philipp von Hohenfeld). Josephs Großmutter väterlicherseits, Anna Antonetta von Orsbeck, war die älteste Schwester des Trierer Kurfürsten und Speyerer Bischofs Johann Hugo von Orsbeck; die Großmutter mütterlicherseits, Anna Margaretha von Metternich geb. von Schönborn, eine Tochter des Philipp Erwein von Schönborn (1607–1668) und Schwester des Mainzer Kurfürsten Lothar Franz von Schönborn. Bischof Orsbeck, letzter männlicher Spross seiner Familie, hatte 1711 testamentarisch verfügt, dass sein Familienwappen mit dem der Kesselstatt – den Nachkommen seiner Schwester – vereinigt werden solle.

## Leben

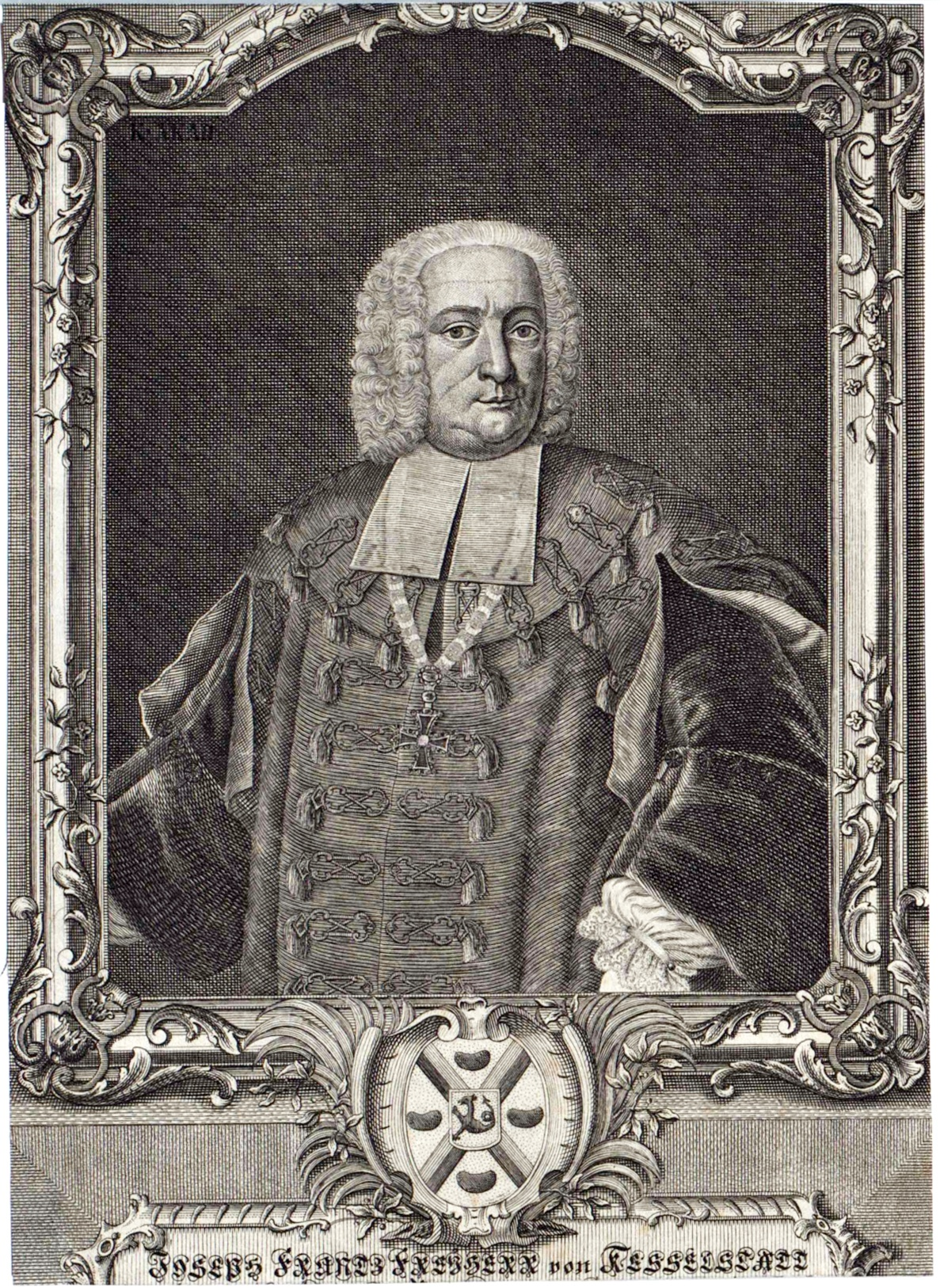
Joseph Franz von Kesselstatt mit dem vereinigten Familienwappen Orsbeck und Kesselstatt (Herzschild)

Die Familie residierte auf Schloss Föhren bei Trier. Sechs Schwestern der Mutter waren Nonnen, eine davon, Maria Ursula von Metternich († 1727), Äbtissin des Klosters Machern.
Joseph Franz schlug die geistliche Laufbahn ein und studierte in Mainz, Paris, sowie in Rom. Er amtierte ab 1725 als Domdekan in  Mainz; 1729 wurde er Domkapitular, 1743 Dompropst in Trier und gehörte zusätzlich dem Stiftskapitel von St. Alban vor Mainz an. Überdies war Kesselstadt Erzpriester des Bistums Mainz und Dekan des St. Ferrutiusstiftes zu Bleidenstadt. Seit 1729 wirkte der Domherr als Geheimrat in der Regierung des Kurfürstentums Mainz, seit 1732 auch als Hofratspräsident.  1732 gab er den Bau einer Orangerie unweit des Bekonder Schlosses beim Architekten Johann Valentin Thomann in Auftrag.
Bei der komplizierten Mainzer Bischofswahl von 1743 galt Joseph Franz von Kesselstatt als aussichtsreicher Kandidat, man wählte jedoch als Kompromisslösung Johann Friedrich Karl von Ostein († 1763).
Zur Wahl bzw. Krönung Franz Stephans von Lothringen als deutschem Kaiser war Kesselstatt 1745 in Frankfurt am Main bevollmächtigter Botschafter des Mainzer Kurfürsten. Adolf Karl Michels charakterisiert Joseph Franz von Kesselstatt 1930, in einer Biografie über Erzbischof Johann Friedrich Karl von Ostein, als „hervorragendsten kurmainzer Diplomaten“ seiner Zeit.